# Gladys Davis
Gladys Mary Davis (ur. 29 lipca 1893 w Chiswick, zm. 23 maja 1965 w Kingston-upon-Thames) – brytyjska florecistka, srebrna medalistka igrzysk olimpijskich.
Na igrzyskach olimpijskich w Paryżu w 1924 roku wywalczyła srebrny medal w turnieju indywidualnym. W rundzie finałowej wygrała cztery z pięciu pojedynków i uplasowała się między dwoma Dunkami: Ellen Osiier i Grete Heckscher. Był to jej jedyny występ olimpijski
Nie zdobyła medalu mistrzostw świata. Trzykrotnie zdobywała mistrzostwo Wielkiej Brytanii, w latach: 1923, 1925 i 1926.